# Gerrha
Gerrha war eine antike Handelsstadt auf der arabischen Halbinsel, an deren Ostküste. Sie war vor allem für ihren Reichtum durch den Weihrauchhandel bekannt. Ihre Lokalisierung ist umstritten. In der neueren Forschung gibt es Versuche, sie mit Thaj oder Uqair gleichzusetzen.
Nach Strabon und Plinius dem Älteren sollen die Häuser der Stadt aus Salzblöcken errichtet worden sein. Einige antike Schriftsteller beschreiben die Stadt am Meer liegend, andere dagegen im Inland liegend. Strabon berichtet auch, dass die Stadt von Exilanten aus Babylon erbaut worden ist. Im Jahr 206/05 v. Chr. zog der Seleukidische König Antiochos III. gegen die Stadt. Die Stadt bezahlte dem Herrscher hohe Tribute um ihre Unabhängigkeit zu bewahren. Nach dem ersten nachchristlichen Jahrhundert verschwindet die Stadt aus den antiken Quellen, verlor also wahrscheinlich an Bedeutung.